# Ferran (Tarragona)
Ferran és un poble que pertany al municipi de Tarragona. És el darrer poble que hi ha a l'est del terme municipal, just abans d'arribar a Altafulla. Hi ha el Castell de Ferran. La línia 12 de l'EMT Tarragona arriba fins allà. El nom del poble ve del nom propi d'home germànic Fredenand (llatinitzat Ferdinandus o Fernandus).
Tradicionalment, formava part del municipi de Tamarit de Mar, conjuntament amb Tamarit i Monnars, fins que el municipi fou agregat al de Tarragona el 1956. L'església parroquial és dedicada a sant Josep. Pertangué a la mitra de Tarragona. Damunt una antiga torre de defensa es va bastir modernament un edifici en forma de castell senyorial.

## Patrimoni
El castell de Ferran
El seu origen es remunta al segle xi, quan era només una torre de vigilància dins el terme del castell de Tamarit. Aquesta torre està documentada d'ençà el 1197 fruit d'una donació testamentària en què Guillem de Granada deixa el castell de Ferran (junt amb el de la Granada) al seu nebot Berenguer de Castellet.
Fou deixat per Guerau VI de Cervelló a la seva filla Felipa a la seva mort el 1230.
Al llarg del segle xiv va estar sota el domini de l'església de Tarragona i va passar a les darreries del segle xvii, a mans del marquès de Tamarit, Francesc de Montserrat i Vives. Actualment el castell és una construcció gòtico-renaixentista molt modificada en època moderna amb esperit historicista i romàntic. Està format per diferents cossos fortificats, entre els quals destaca una torre lateral emmerletada, amb una garita angular. Hi ha diverses finestres coronelles de tradició gòtica i altres de renaixentistes, de tipus mixtilini, amb l'escut dels marquesos de Tamarit, propietaris del lloc a partir del segle xvii.
En l'actualitat el castell és una casa residencial de propietat privada i no es permet de visitar-ne l'interior.

## Descripció
Està constituït per una muralla amb torres que tanca un pati i diverses construccions. El casal principal es troba en contacte amb la façana emmurallada que dona a la plaça. D'aquesta sobresurt una torre quadrangular amb algunes finestres. En destaquen una a la façana principal d'arc apuntat sobre la qual hi ha tres espitlleres. Al cap d'amunt a l'angle amb el costat de llevant de la torre, un torricó. A la façana de llevant es conserva un matacà. Coronen tota la torre, els típics merlets.
S'adossa a aquesta torre lleugerament reculat, un cos de tres plantes. Presenta finestres rectangulars enreixades de mida molt diferent a la primera planta. Al segon pis, una finestra geminada amb arquets trilobulats i columneta centra gòtica. Al centre un altre cos més avançat de dues plantes amb una porta d'arc de mig punt i una finestra petita a la planta baixa. Al primer pis tres obertures: un balcó amb trencaaigües decorant la llinda amb un medalló central, i dues finestres amb reixa. Els merlets també són presents en el coronament d'aquest tram de façana. A destacar dues gàrgoles zoomorfes. En general els paraments són de maçoneria a excepció de les cantonades que són de carreus.

## Cultura
Ferran celebra la seva festa major al mes d'agost, coincidint amb la festivitat de Sant Roc. És tradicional com a tot Catalunya la celebració amb cultura popular com gegants, castells i altres activitats festives. El plat fort de les festes es la celebració de la sardinada popular coneguda al Baix Gaià.
1. ↑  «Diccionari Català-Valencià-BalearB». [Consulta: 31 desembre 2021].
2. ↑  «Ferran a l'Onomasticon Cataloniae de Joan Coromines».
3. ↑  «Ferran (Tarragona)». Gran Enciclopèdia Catalana.  Barcelona:  Grup Enciclopèdia Catalana.